# Claudio Vereterra Polo
Claudio Vereterra Polo (13 de septiembre de 1883 - 28 de diciembre de 1951) fue un político español, alcalde de Gijón entre los años 1930 y 1931. Reemplazó en su cargo a Luciano Palacios Sánchez en 1930 y fue sucedido en este por Isidro del Río Rodríguez en 1931. Era el regidor municipal cuando se proclamó la Segunda República Española en abril de 1931. También fue presidente del Real Club Astur de Regatas entre 1938 y 1941. 
Fue premiado con la Gran Cruz de la Orden del Mérito Agrícola.